# Lactoria
Lactoria é um gênero de peixes da família Ostraciidae.

## Espécies descritas
Existem 4 espécies atualmente referidas neste gênero:
- Lactoria cornuta (Linnaeus, 1758) Peixe-vaca-comum
- Lactoria diaphana (Bloch & J. G. Schneider, 1801)[1] Peixe-vaca-transparente
- Lactoria fornasini (Bianconi, 1846) Peixe-vaca-de-dorso-espinhoso
- Lactoria paschae (Rendahl, 1921) Peixe-vaca-rapa-nui